# D.J. Reed
Dennis Duane Reed (Bakersfield, California, 11 de noviembre de 1996) más conocido como D.J. Reed, es un jugador profesional estadounidense de fútbol americano que se desempeña en la posición de cornerback en New York Jets, equipo de la National Football League (NFL).

## Carrera
Fue seleccionado en la quinta ronda en la Reunión Anual de Selección de Jugadores de la NFL de 2018. Hizo su debut profesional con el equipo San Francisco 49ers, en el cual jugó dos temporadas (2018-2020), después pasó a Seattle Seahawks (2020-2022), luego a New York Jets, donde lleva jugando dos temporadas.